# Parnassos
|  | Aquest article tracta sobre la ciutat. Vegeu-ne altres significats a «Parnàs». |

Parnassos (en llatí Parnassus, en grec antic Παρνασσός), en català també Parnàs, era una ciutat de la part nord de Capadòcia a la dreta del riu Halis, propera a una muntanya anomenada així mateix Parnassos, al camí entre Ancyra i Arquelais, segons diu Polibi. Figura a l'Itinerari d'Antoní.